# Nanómetro
Um nanómetro PE ou nanômetro PB é uma unidade de medida de comprimento do sistema métrico, correspondente a 10−9 metro (0,000.000.001 metro, um bilionésimo de metro, ou um milionésimo de milímetro). Tem como símbolo nm.
O nanómetro é muito usado em física, química, e tecnologia para expressar medidas na escala atômica, como de tamanho de moléculas, espaçamento de camadas em cristais, e o comprimentos de onda de radiação eletromagnética desde raios gama ao radiação infravermelha.  Em biologia, é usada para expressar tamanho de estruturas em células e organismos microscópicos. O diâmetro de um átomo de  hélio, por exemplo, é cerca de 0,1 nm; o comprimento de onda da luz visível vai desde 400 nm a 700 nm; e o diâmetro de um ribossomo é aproximadamente 20 nm. O nanómetro e sua fracção picómetro (0,001 nm) estão gradualmente substituindo o angstrom, equivalente a 0,1 nm ou 100 pm, que tem sido tradicionalmente usado para essas finalidades.
Em tecnologia, o nanómetro é usado para expressar o tamanho de particulas finas e poros de filtros, para a espessura de revestimentos, e tamanho de elementos de circuitos integrados, incluindo a designação de geraçoes de tecnologia de fabricação dos mesmos (32 nm, 22 nm, 14 nm, etc.).  O termo nanotecnologia foi criado para descrever a tecnologia de fabricação de objetos de "escala nanoscópica", cujas dimensões são medidas em nanómetros.
A palavra "nanómetro" combina o prefixo nano- (do grego antigo νάνος, transl. nanos: 'anão') com o nome da unidade básica do Sistema, o metro (palavra que vem do grego μέτρον, metrοn: 'unidade de medida').
A forma não acentuada da palavra, nanometro, pronunciada como paroxítona ("nanométro"), é recomendada pelo INMETRO desde 2012, e por alguns manuais de estilo.. Contudo, não está atualmente dicionarizada e, em 2021, ainda não parece ser muito difundida.
O termo milimícron ou milimicro (significando 1/1000 de "micron") e o símbolo mµ (ou, mais raramente, µµ)  eram antigamente usados para esta unidade; mas tem sido desaconselhados pelo BIPM desde 1967.  